# Gastromega
Gastromega är ett släkte av fjärilar. Gastromega ingår i familjen ädelspinnare.
Kladogram enligt Catalogue of Life:
| Gastromega | \| \| Gastromega badia \| \| \| \| \| \| Gastromega olivacea \| \| \| \| \| \| Gastromega robusta \| \| \| \| \| \| Gastromega sordida \| \| \| \| |
|            | \| \| Gastromega badia \| \| \| \| \| \| Gastromega olivacea \| \| \| \| \| \| Gastromega robusta \| \| \| \| \| \| Gastromega sordida \| \| \| \| |
|            | Gastromega badia |
|            | |
|            | Gastromega olivacea |
|            | |
|            | Gastromega robusta |
|            | |
|            | Gastromega sordida |
|            | |